# Cryptolabis spatulata
Cryptolabis spatulata är en tvåvingeart som beskrevs av Alexander 1929. Cryptolabis spatulata ingår i släktet Cryptolabis och familjen småharkrankar. Inga underarter finns listade i Catalogue of Life.